# Anders Klynge
Anders Ferslev Klynge (Odense, 14 ottobre 2000) è un calciatore danese, centrocampista del Bodø/Glimt.

## Carriera
Cresciuto nel settore giovanile dell'Odense, ha esordito in prima squadra il 22 giugno 2020 disputando l'incontro di Superligaen vinto 1-2 contro il Lyngby.
Nell'agosto 2020 viene acquistato dallo Silkeborg.

## Statistiche

### Presenze e reti nei club
Statistiche aggiornate al 5 aprile 2022.
| Stagione         | Squadra          | Campionato       | Campionato | Campionato | Coppe nazionali | Coppe nazionali | Coppe nazionali | Coppe continentali | Coppe continentali | Coppe continentali | Altre coppe | Altre coppe | Altre coppe | Totale | Totale |
| Stagione         | Squadra          | Comp             | Pres       | Reti       | Comp            | Pres            | Reti            | Comp               | Pres               | Reti               | Comp        | Pres        | Reti        | Pres   | Reti   |
| ---------------- | ---------------- | ---------------- | ---------- | ---------- | --------------- | --------------- | --------------- | ------------------ | ------------------ | ------------------ | ----------- | ----------- | ----------- | ------ | ------ |
| 2019-2020        | Odense           | SL               | 6          | 0          | CD              | 0               | 0               |                    | -                  | -                  |             | -           | -           | 6      | 0      |
| 2020-2021        | Silkeborg        | 1D               | 30         | 2          | CD              | 2               | 0               |                    | -                  | -                  |             | -           | -           | 32     | 2      |
| 2021-2022        | Silkeborg        | SL               | 31         | 2          | CD              | 1               | 0               |                    | -                  | -                  |             | -           | -           | 32     | 2      |
| 2022-2023        | Silkeborg        | SL               | 29         | 1          | CD              | 4               | 0               | UEL+UECL           | 2+6                | 0+2                |             | -           | -           | 41     | 3      |
| 2023-2024        | Silkeborg        | SL               | 28         | 2          | CD              | 7               | 2               |                    | -                  | -                  |             | -           | -           | 35     | 4      |
| 2024-2025        | Silkeborg        | SL               | 19         | 1          | CD              | 3               | 0               | UEL+UECL           | 1+1                | 0                  |             | -           | -           | 24     | 1      |
| Totale Silkeborg | Totale Silkeborg | Totale Silkeborg | 137        | 8          |                 | 17              | 2               |                    | 10                 | 2                  |             | -           | -           | 164    | 12     |
| lug.-dic. 2025   | Bodø/Glimt       | ES               | 0          | 0          | CN              | 0               | 0               | UCL                | 0                  | 0                  |             | -           | -           | 0      | 0      |
| Totale carriera  | Totale carriera  | Totale carriera  | 143        | 8          |                 | 17              | 2               |                    | 10                 | 2                  |             | -           | -           | 170    | 12     |

## Palmarès

### Club

#### Competizioni nazionali
- Coppa di Danimarca: 1

Silkeborg: 2023-2024